# OKE
Die OKE Group entwickelt und produziert technische Kunststoffkomponenten vornehmlich für die Automobil-, Elektronik- und Möbelindustrie. Der Hauptsitz ist in Hörstel im Tecklenburger Land. Als Automobilzulieferer fertigt OKE überwiegend Spritzgussteile und Extrusionsprofile aus Kunststoff für die Automobil-, Möbel und Elektronikindustrie. Das 1961 als Osnabrücker Kunststoff-Erzeugnisse gegründete Unternehmen fertigt aber auch Maschinen zum Laserschneiden und Spritzgusswerkzeuge. Ein weiterer Schwerpunkt ist Pultrusion, bei der Glas- oder Carbonfasern zu sehr haltbaren Profilen verarbeitet werden.

## Tochterunternehmen
- OKE Tillner Perfis, Lda.
- OKE do Brasil Ltda.
- OKE Plastic Slovakia, S.R.O.
- OKE South Africa (PTY) Ltd.
- OKE Plastic (Zhangjiagang) Co. Ltd.
- OKE코리아(주) OKE Korea Co Ltd.
- Alhorn GmbH & Co. KG
- OKE GROUP GmbH
- OKE Automotive GmbH & Co. KG
- KKF Fels GmbH & Co. KG
- OKE Kunststofftechnik GmbH & Co. KG
- Hans von der Heyde GmbH & Co. KG
- Trimatec Mechanische Systemtechnik GmbH
- Harald Schultz GmbH
- Wilhelm Schröder GmbH

## Technologien
- Extrusion
- Pultrusion
- Spritzguss
- Lasertechnik
- Werkzeugbau
- Automatisierung

## Geschichte
Unter dem Namen OKE, Osnabrücker Kunststoff-Erzeugnisse, gründete Rainer von der Heyde 1961 ein Unternehmen, das Kunststoffprodukte für die Möbelindustrie vertreibt und später selbst herstellt. Alfred Tillner tritt zwei Jahre später als gleichberechtigter Partner in die Geschäftsführung ein. Unter dem Namen OKE Polstertechnik GmbH wurde 1969 die erste Zweigstelle in Lichtenfels eröffnet. Mit der Patentanmeldung 1989 des OKE-Einzugstabes wurde der OKE Zulieferer der Automobilindustrie. Die Spritzgusstechnik hielt 1990 Einzug in die Produktion. Die OKE Polstertechnik GmbH zog 1994 von Lichtenfels nach Ummerstadt (Thüringen) um, das Headquarters zog 2002 von Lotte bei Osnabrück ins westfälische Hörstel.
In den nächsten Jahren eröffnete OKE einige neue Produktionsstandorte, die vor allem die Automobilhersteller der Region direkt beliefern: Nachdem schon 1996 der erste Auslandsstandort in Kapstadt aufgebaut wurde, folgte im Jahr 2000 OKE Tillner Perfis in Portugal und 2005 Zhangjiagang in China. Schon im folgenden Jahr ging auch eine Produktion in Trebatice, Slowakei, in Betrieb. Das Werk in Brasilien, Curitiba, beliefert seit 2008 die Automobilhersteller des Landes.
Die Fepro Technik Sondermaschinen GmbH aus Rheda-Wiedenbrück wurde 2009 als Niederlassung der Hans von der Heyde GmbH & Co. KG in die Unternehmensgruppe integriert. Mit der Übernahme von KKF Fels aus Goslar im Jahr 2010 wird es für OKE möglich, auch sehr große Spritzgusskomponenten für Fahrzeuge zu produzieren. Von 2010 bis 2012 sponserte OKE die Damen-Basketballmannschaft Panthers Osnabrück. 2013 wurde Döring Werkzeugbau aus Pinneberg übernommen, um die Möglichkeiten im Werkzeugbau zu erweitern. Die Firma Alhorn in Lübbecke gehört seit 2014 dazu. Mit einem zusätzlichen Neubau in Lübbecke und einem weiteren Betriebsteil in Hörstel expandiert Alhorn so schnell wie keine andere Firma innerhalb der OKE Group. Trimatec in Nordwalde gehört seit 2017 zur Unternehmensgruppe, ebenso wie die Schultz Schlafkultur. Ein Jahr später kommt mit der Wilhelm Schröder GmbH eine weitere Firma hinzu, diesmal mit dem Schwerpunkt Hybridtechnologie. 2021 hat OKE einen neuen Standort im Vietnam eröffnet.